# Nello dei Pannocchieschi

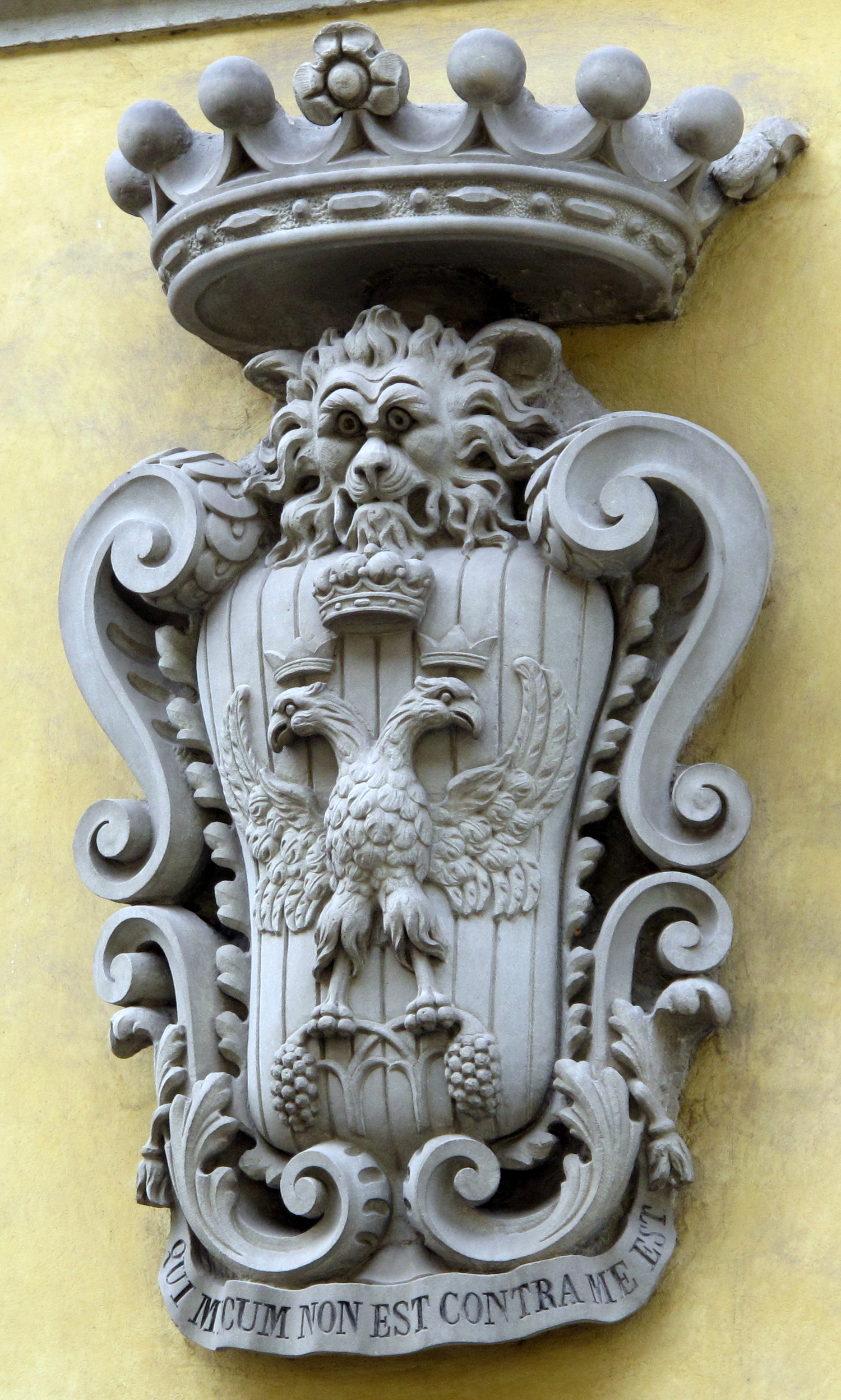
Stemma Pannocchieschi

Paganello Pannocchieschi, detto Nello (Volterra, 1248 circa – Castel di Pietra, dopo il 1322) è stato un politico italiano, nonché podestà di Volterra e Lucca.

## Biografia
Di nobile e antica famiglia, dopo essere stato preso come ostaggio dopo la battaglia di Montaperti venne affidato alla famiglia senese dei Malavolti nel 1263 e in seguito ricoprì le cariche di podestà di Volterra (1277), capitano del popolo di Massa (1280), podestà di Sassuolo (1310), capitano del popolo di Modena (1311) e infine podestà di Lucca (1313). Come signore di Castel di Pietra, presso Gavorrano, fu proprietario di vaste terre nel territorio della Maremma grossetana. 
Ebbe un figlio nato dal matrimonio con Margherita Aldobrandeschi di Sovana, tale Bindoccio, che morì fanciullo gettato in un pozzo in Massa di Maremma (oggi Massa Marittima) per mano di sicari della famiglia Orsini: se fosse cresciuto, il figlio della contessa avrebbe avuto un sicuro ruolo sul futuro delle terre aldobrandesche. 
Nel febbraio 1322 (il documento cita come anno il 1321 perché ab incarnatione) dettò il proprio testamento ricordando le figlie Fresca, moglie di Bindino da Sticciano degli Ardengheschi; Francesca, moglie di Emanuele conte d'Elci; Bianca, sposatasi in seguito con un Tolomei; e la terza moglie Bartola della Tosa. Sono inclusi inoltre cospicui lasciti a favore delle istituzioni pubbliche senesi, come l'ospedale di Santa Maria della Scala, per realizzare uno spedale, alla base dell'insediamento di Spannocchia, nel comune di Chiusdino.
La tradizione dei primi commentatori fiorentini di Dante vorrebbe che, per sbarazzarsi della prima moglie, Pia de' Tolomei, Nello compisse un uxoricidio facendola precipitare dal Castel di Pietra al fine di poter sposare Margherita Aldobrandeschi. Il fatto fa riferimento ad un passo reso celebre da Dante nel V canto del Purgatorio. Tuttavia Dante non cita né chi fosse stato l'autore delle sofferenze della sventurata Pia, né tantomeno altri dati anagrafici, come il suo cognome; e nemmeno dai documenti si può stabilire il nome della prima moglie di Nello. Inoltre a quel tempo la famiglia Tolomei non annoverava nessuna Pia.
È quindi più probabile, come ipotizzato da alcuni studiosi, che Pia fosse in realtà una Malavolti, che andò in sposa ad un piccolo vassallo degli Aldobrandeschi, Tollo, signore di Prata, in qualità di suggello di un accordo di sottomissione a Siena, e per lo stesso motivo nel 1285 questi fu trucidato dai suoi tre stessi nipoti, sul sagrato della chiesa. Un crimine rivoltante ancora al tempo della scrittura della Divina Commedia, tanto da far imbastire un elaborato depistaggio, per mascherarne i mandanti. La Pia, e il suo mistero, sono oramai materia di leggenda, la più nota della Maremma.